# Lilla Nöjevatten
Lilla Nöjevatten eller Lilla Nöjevattnet är en sjö i Kungälvs kommun i Bohuslän och ingår i Göta älvs huvudavrinningsområde. Lilla Nöjevatten ligger i Svartedalen Natura 2000-område,  och Svartedalens naturreservat. Sjön är 8 meter djup, har en yta på 0,0072 kvadratkilometer och är belägen 125,7 meter över havet.

## Bilder

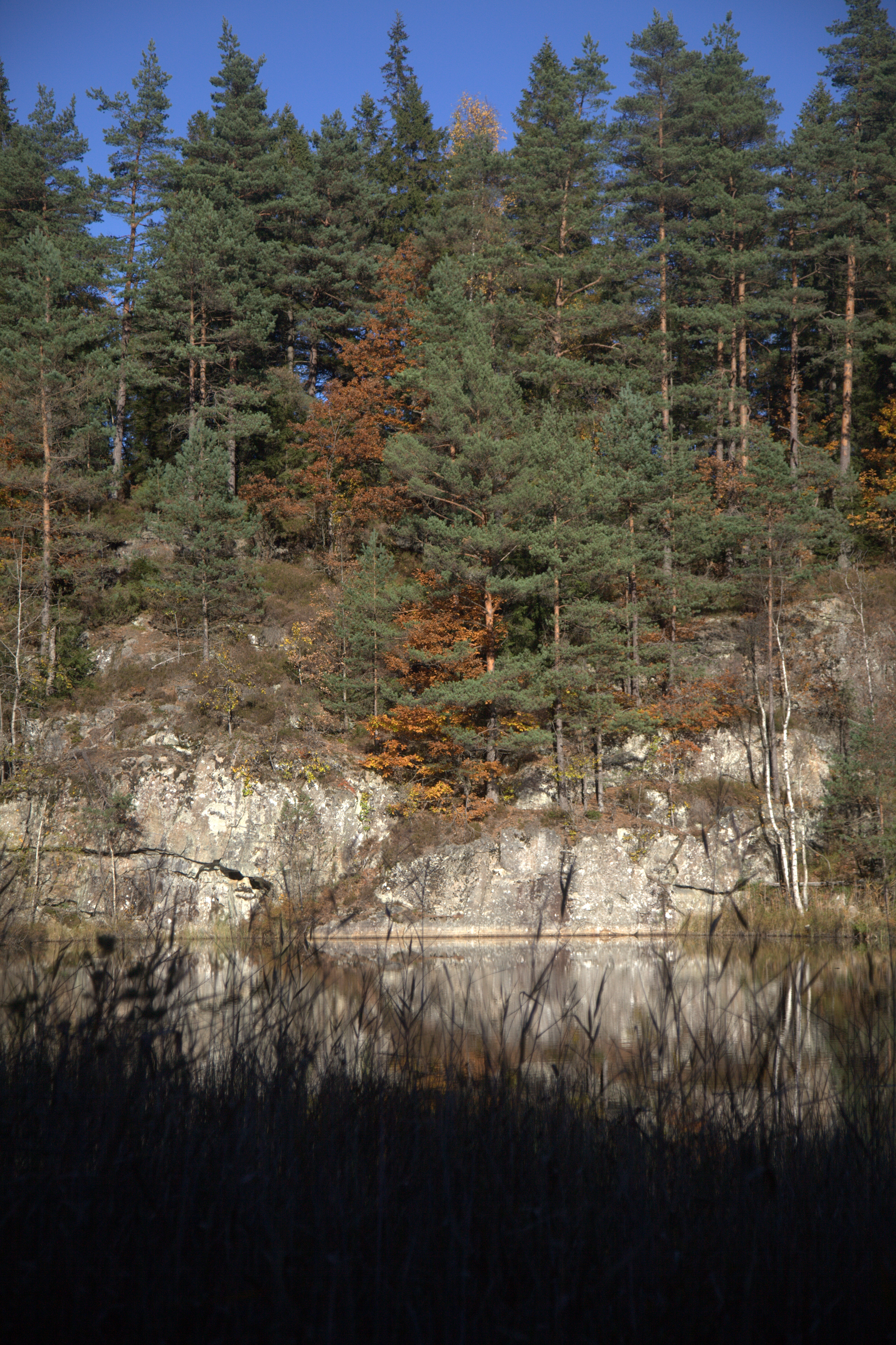
Lilla Nöjevatten
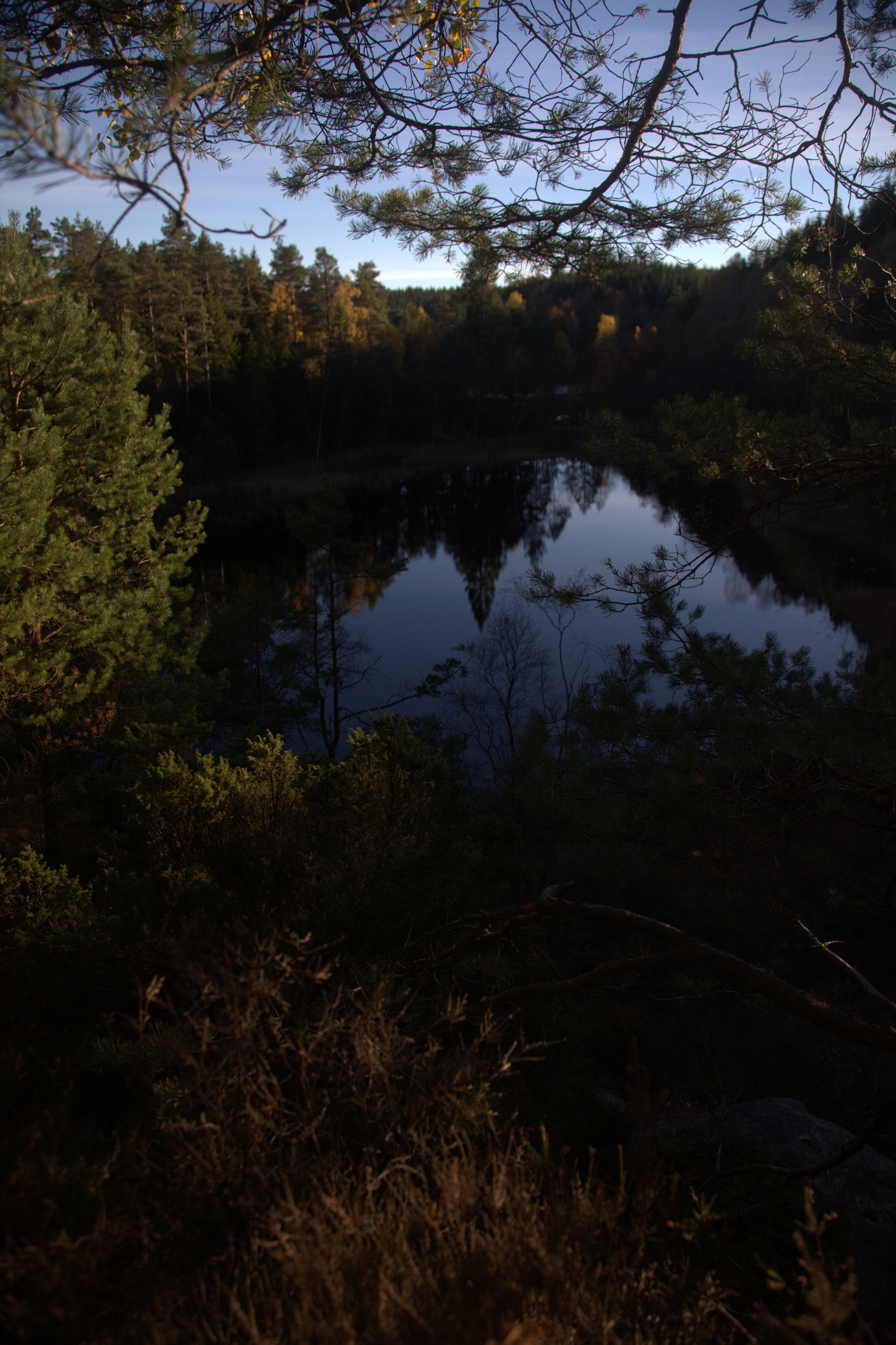
Lilla Nöjevatten
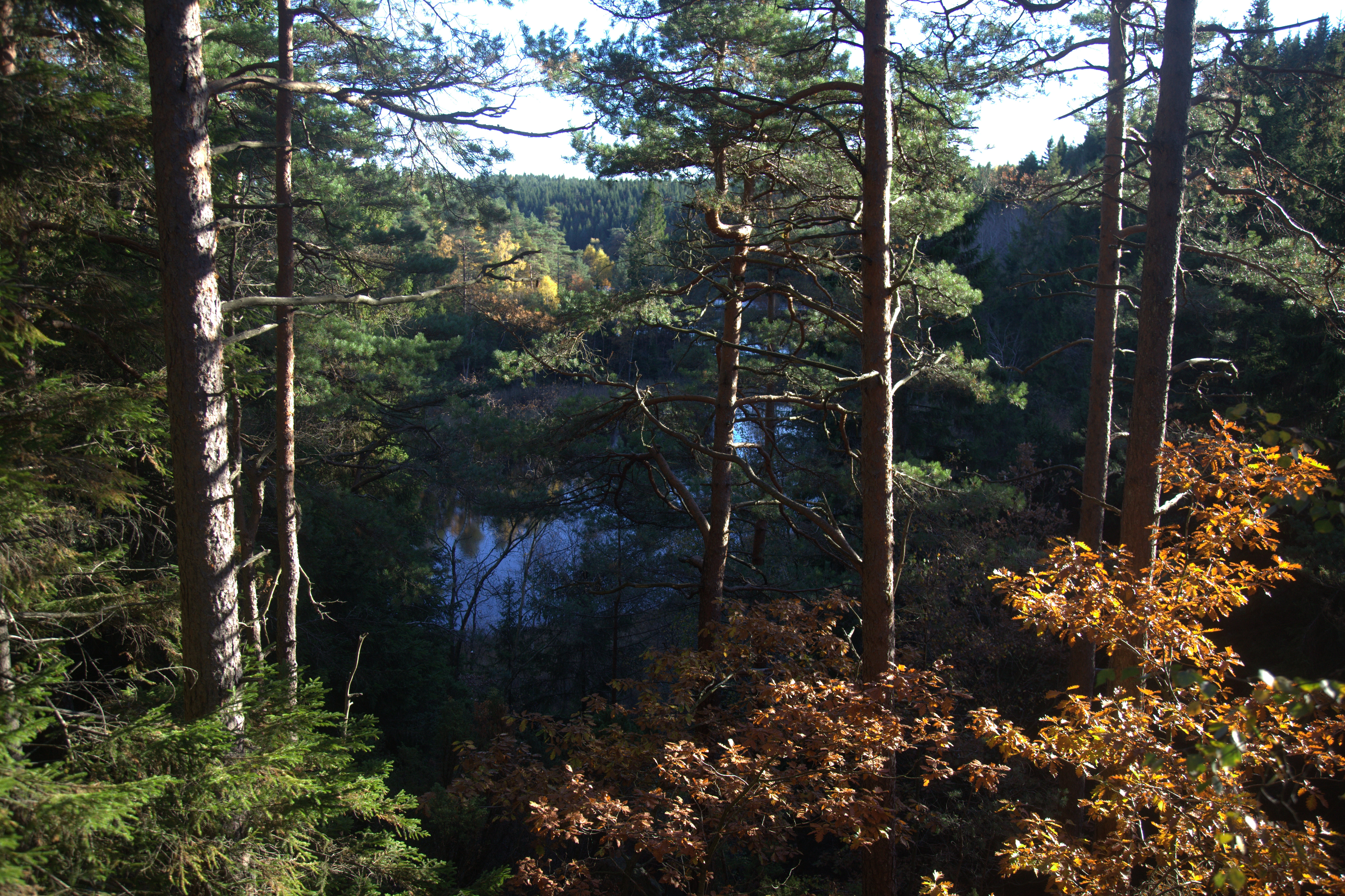
Lilla Nöjevatten
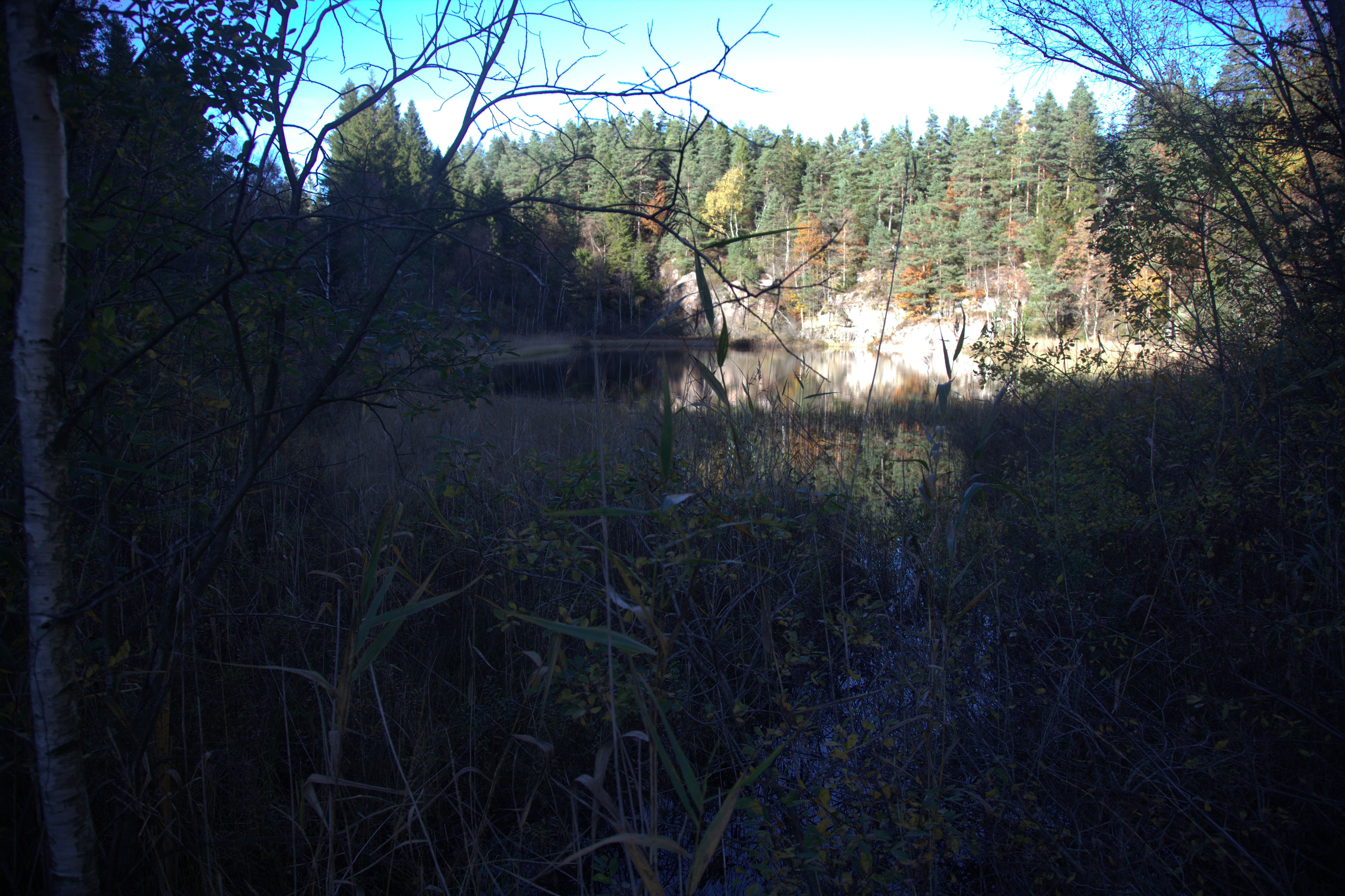
Lilla Nöjevatten
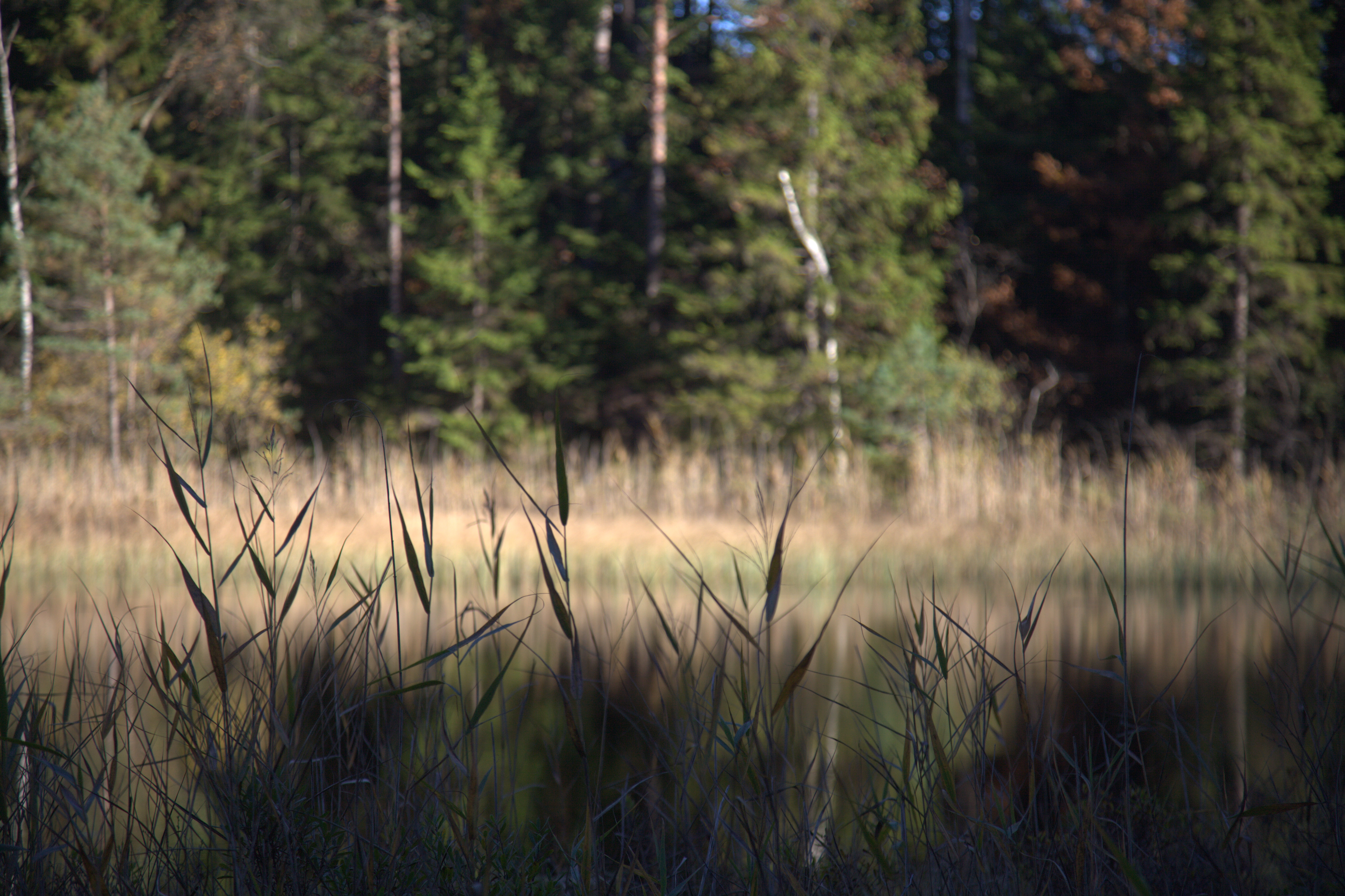
Lilla Nöjevatten
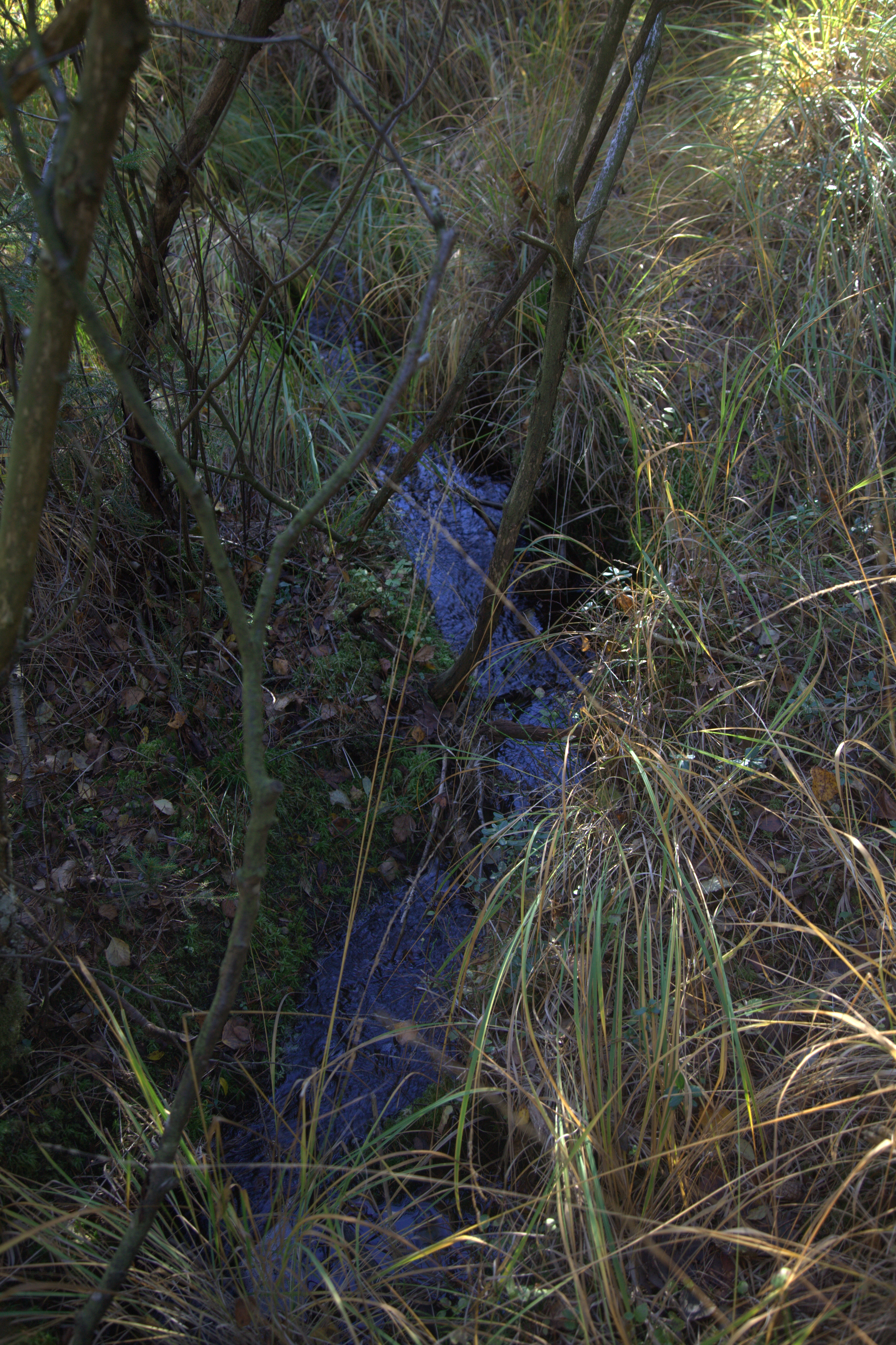
Vattendraget från Ålevatten till Lilla Nöjevatten